# Цецежиці
Цецежиці (пол. Ciecierzyce, нім. Czettritz, 1937-1945: Zettritz) — село в Польщі, у гміні Дещно Ґожовського повіту Любуського воєводства.
Населення — 541 особа (2011).
У 1975-1998 роках село належало до Гожовського воєводства.

## Демографія
Демографічна структура станом на 31 березня 2011 року:

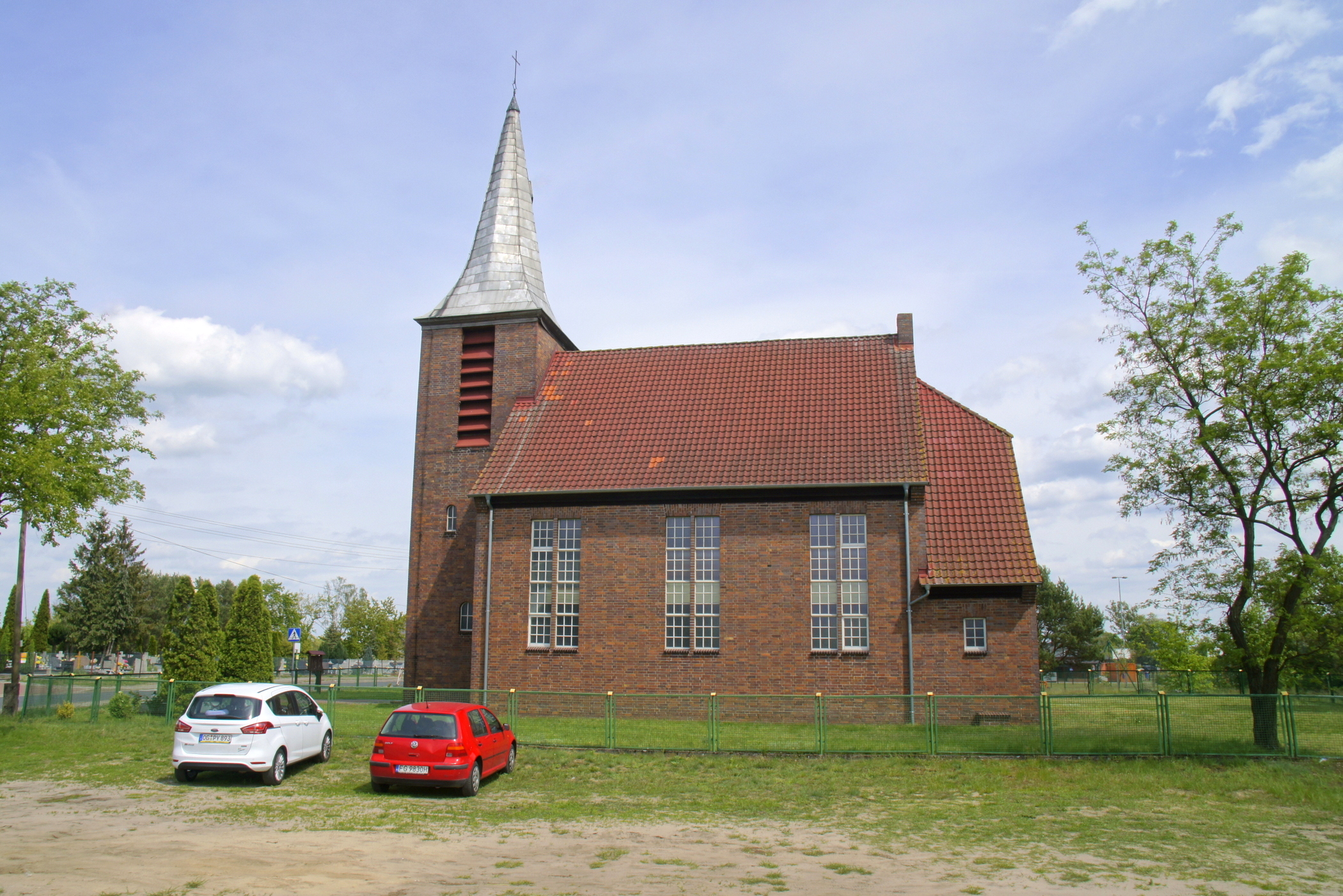
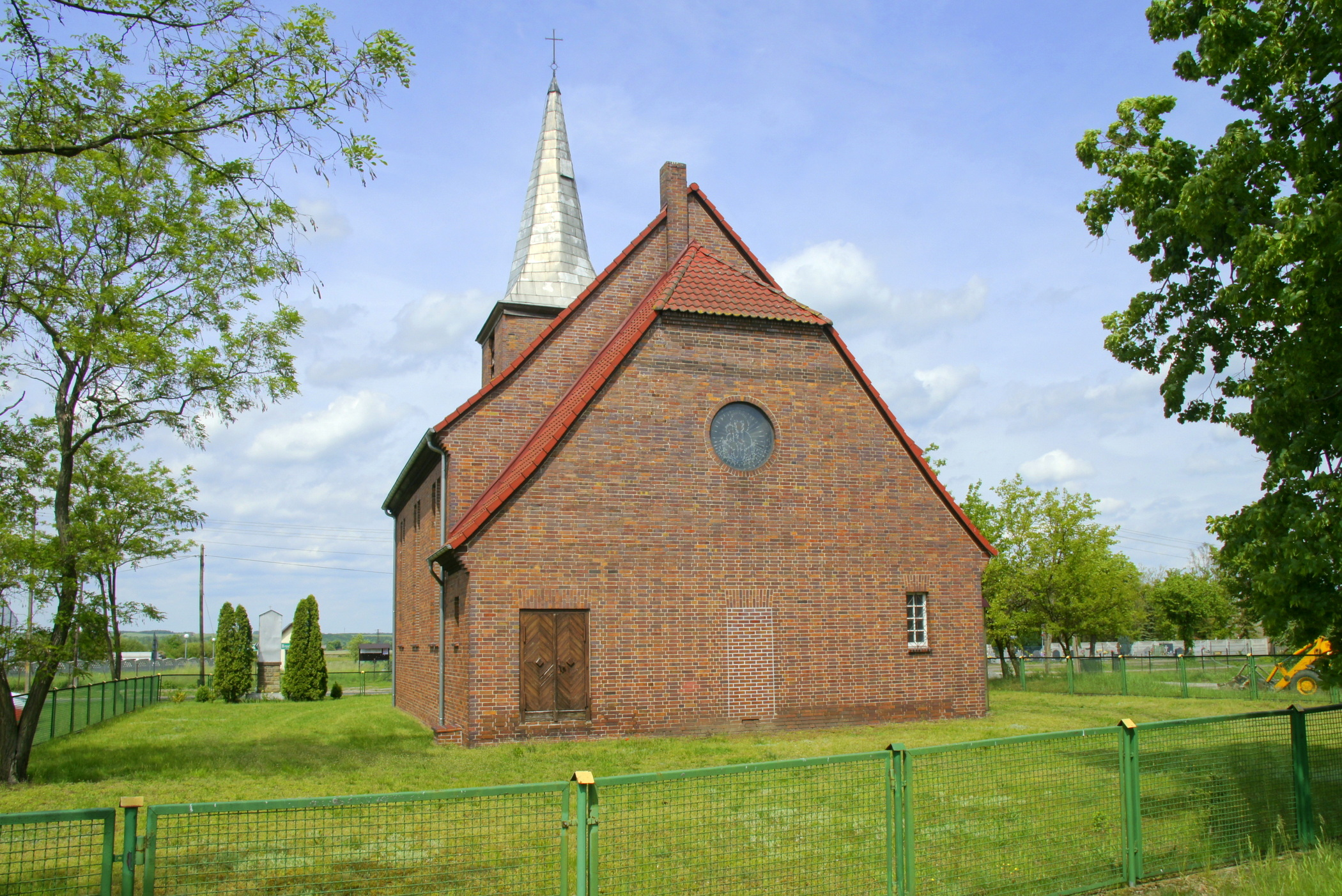
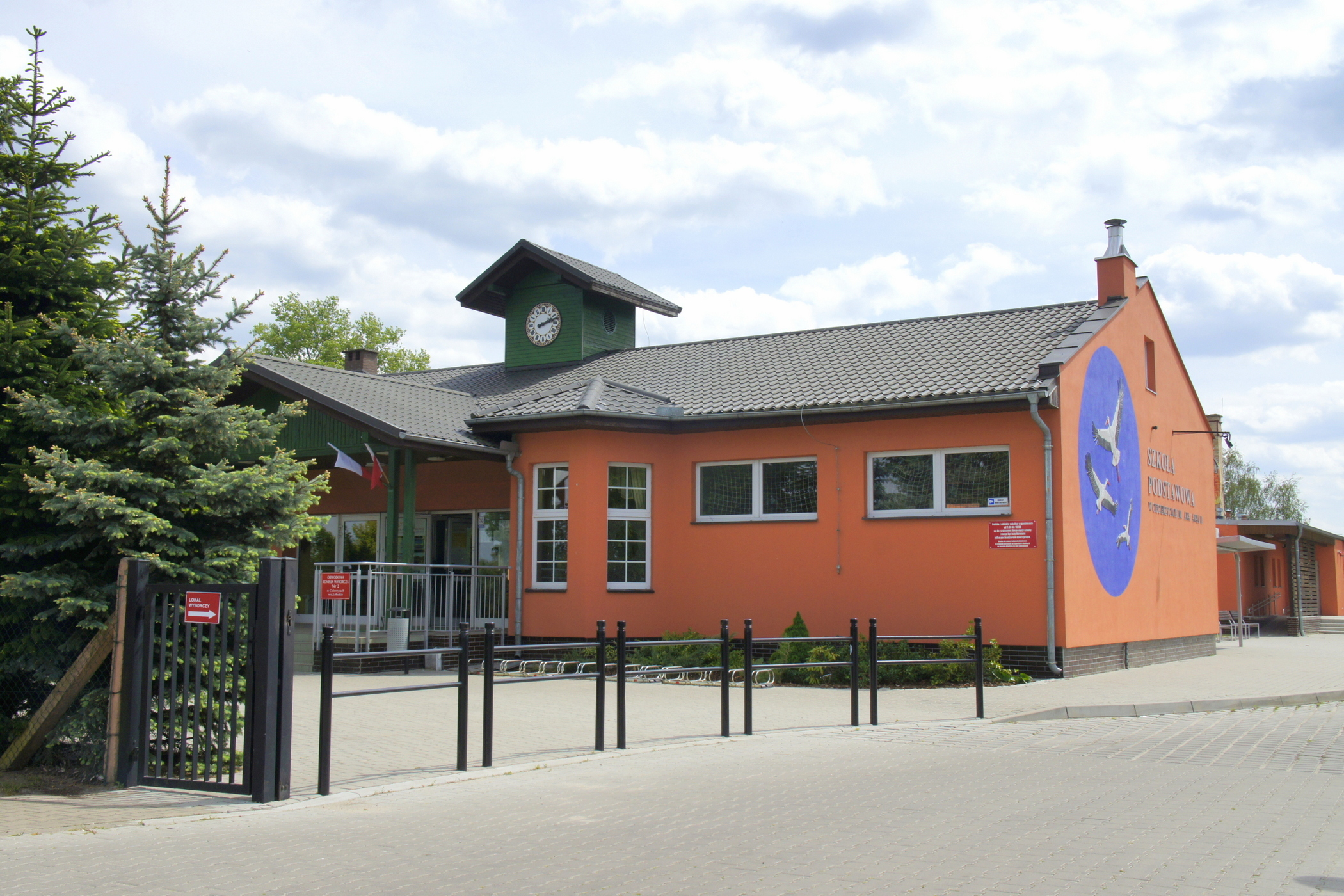
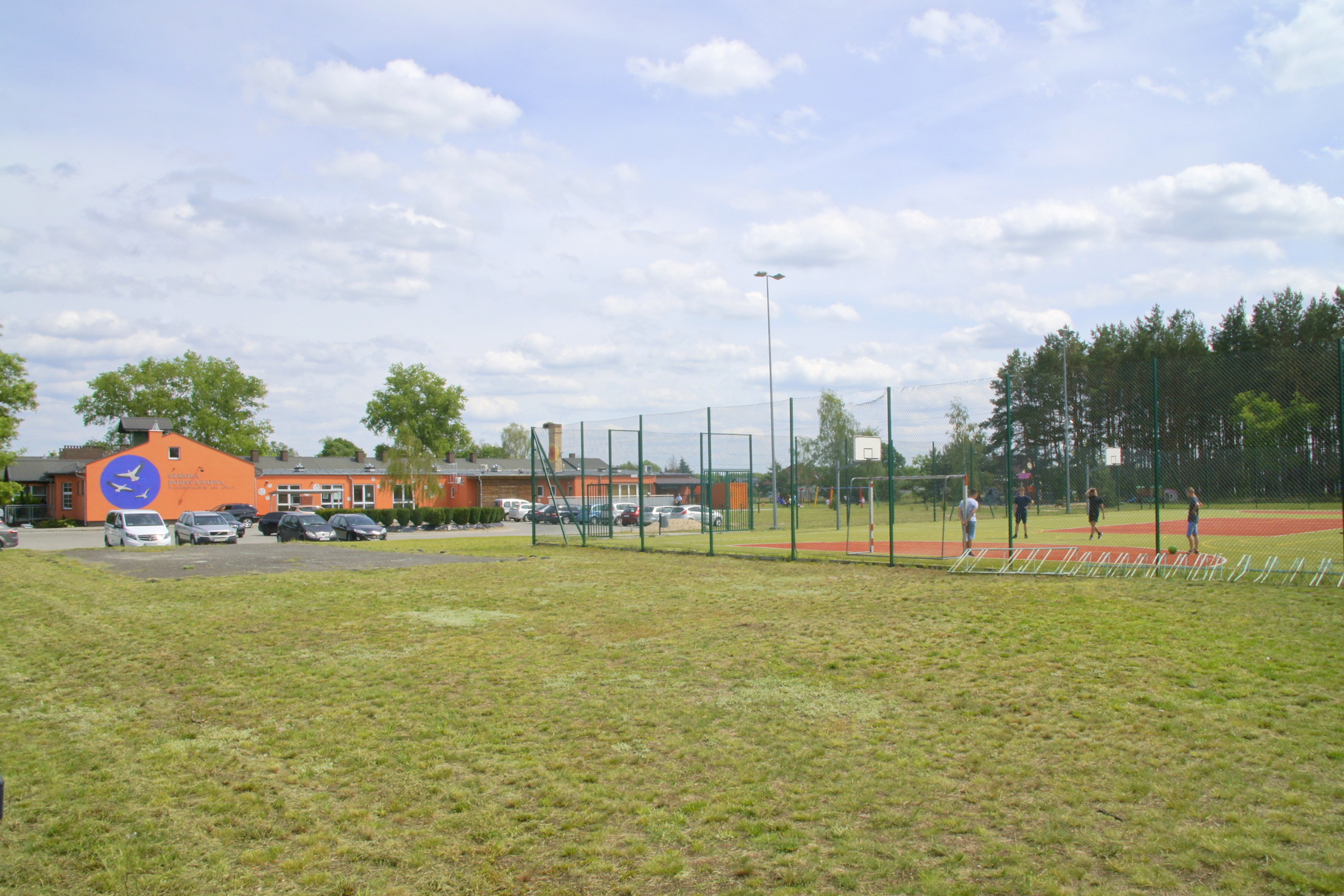
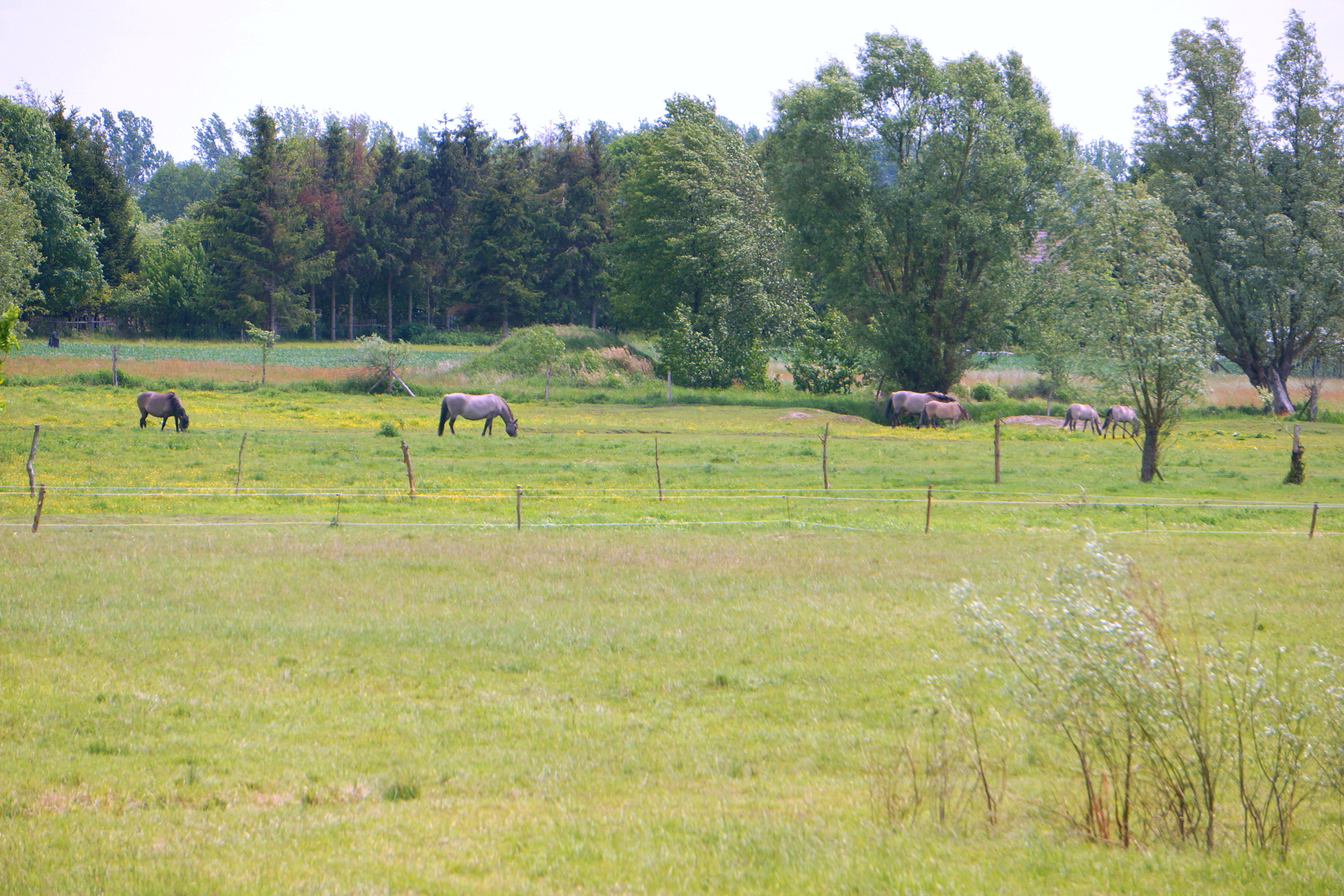

|          | Загалом | Допрацездатний вік | Працездатний вік | Постпрацездатний вік |
| -------- | ------- | ------------------ | ---------------- | -------------------- |
| Чоловіки | 287     | 62                 | 207              | 18                   |
| Жінки    | 254     | 55                 | 163              | 36                   |
| Разом    | 541     | 117                | 370              | 54                   |